# Schwedische Eishockeymeisterschaft 1951
Die Saison 1951 war die 28. und letzte Austragung der schwedischen Eishockeymeisterschaft. Meister wurde zum insgesamt achten Mal in der Vereinsgeschichte Hammarby IF.

## Meisterschaft

### Qualifikation
(19. bis 31. Januar 1951)
- BK Forward – IK Sturehov 2-1
- Surahammars IF – IFK Västerås 5-2
- IFK Bofors – BK Kenty 9-1
- Skellefteå AIK – Tegs SK 1-0
- Wifsta/Östrand – IFK Nyland 11-1
- Ludvika FFI – Krylbo IF 4-2
- IK Stefa – Tranås AIF 5-2
- Sundbybergs IK – Atlas Diesels IF 8-2
- IF Vesta – Nacka SK 2-3
- Ljusne AIK – Leksands IF 1-9

### Erste Runde
(4. bis 9. Februar 1951)
- IK Stefa – IFK Norrköping 6-5
- BK Forward –  Tranebergs IF 3-5
- Västerås IK – Surahammar 3-0
- Piteå IF –  Skellefteå AIK 5-6
- FK Bofors – Wifsta/Östrands IF 3-4
- IK Huge – Ludvika FFI  4-2
- Leksands IF –  Gävle GIK 0-1
- Sundbybergs IK – Nacka SK 3-1 [Mittwoch, 14. Februar]

### Zweite Runde
(Freitag, 16. Februar 1951)
- Mora – Skellefteå 3-5 [Sonntag, 11. Februar]
- Forshaga – Matteuspojkarna 6-1 [Dienstag, 13. Februar]
- Västerås IK – Hammarby IF 3:5
- IK Stefa – Tranebergs IF 4-6 a.3p.
- Wifsta/Östrands IF – AIK Solna 6-10
- IK Göta – Sundbybergs IK 1-3
- Djurgårdens IF – Gävle GIK 3-5 [Sonntag, 18. Februar]
- Södertälje SK – IK Huge 6-3 [Sonntag, 18. Februar]

### Viertelfinale
(Donnerstag, 22. Februar 1951)
- Forshaga IF – Hammarby IF 1:2 (Dienstag, 20. Februar 1951)
- Tranebergs IF – Gävle GIK 3:1
- AIK Solna – Sundbyberg 7:3
- Södertälje – Skellefteå 4-3  [Freitag, 23. Februar 1951]

### Halbfinale
(Sonntag, 25. Februar 1951)
- Hammarby IF – Tranebergs IF 3:1
- Södertälje SK – AIK Solna 7:3

### Finale
(Mittwoch, 28. Februar 1951 auf der Eisbahn von Östermalm, Stockholm)
- Hammarby IF – Södertälje SK 3:2